# TVING
TVING (tiếng Hàn: 티빙) là một dịch vụ phát trực tuyến của Hàn Quốc được điều hành bởi TVING Corporation, một liên doanh của CJ E&M (CJ Group), Naver và JTBC. Đây là một nền tảng truyền trực tuyến các bộ phim truyền hình, chương trình giải trí, điện ảnh truyền hình độc quyền và các chương trình đặc biệt.